# Клітинна теорія

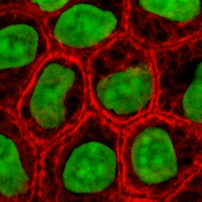
Клітини епітелію.

Кліти́нна тео́рія (лат. Omnis cellula e cellula) — це фундаментальне узагальнення біології, яке визначає взаємозв'язок усіх проявів життя на Землі з клітиною, характеризує клітину одночасно як цілісну самостійну живу систему та як складову частину багатоклітинних організмів рослин і тварин.

## Загальні відомості
Клітинна теорія — основоположна для загальної біології теорія, сформульована у середині XIX століття, що надала базу для розуміння закономірностей живого світу і для розвитку еволюційного вчення. Маттіас Шлейден та Теодор Шванн сформулювали клітинну теорію, ґрунтуючись на безлічі досліджень про клітини (1839) . Рудольф Вірхов пізніше (1858) доповнив її найважливішим положенням (будь-яка клітина походить з клітини).
Шлейден і Шванн, узагальнивши наявні знання про клітину, довели, що клітина є основною одиницею будь-якого організму. Клітини тварин, рослин та бактерії мають подібну будову. Пізніше ці висновки стали основою для доказу єдності організмів. Т. Шванн і М. Шлейден ввели в науку основоположне уявлення про клітини: поза клітинами немає життя.

Схематичний малюнок клітини прокаріотів — клітин без ядра

## Основні положення клітинної теорії
Сучасна клітинна теорія включає такі основні положення:
1. Клітина — елементарна одиниця живого, основна одиниця будови, функціонування, розмноження і розвитку всіх живих організмів.
2. Клітини всіх одноклітинних і багатоклітинних організмів мають спільне походження і подібні за своєю будовою і хімічним складом, основними проявами життєдіяльності та обміном речовин.
3. Розмноження клітин відбувається шляхом їх поділу. Нові клітини завжди виникають з попередніх клітин.
4. У багатоклітинних організмів, які розвиваються з однієї клітини, різні типи клітин формуються завдяки їхній спеціалізації протягом індивідуального розвитку особин і утворюють тканини.
5. Із тканин формуються органи, які тісно пов'язані між собою.

## Додаткові положення клітинної теорії
Для приведення клітинної теорії в більш повну відповідність з даними сучасної клітинної біології список її положень часто доповнюють і розширюють. У багатьох джерелах ці додаткові положення розрізняються, їх набір досить довільний.
1. Клітини прокаріотів і еукаріотів є системами різного рівня складності і не повністю гомологічні один одному (див. нижче).
2. В основі поділу клітини і розмноження організмів лежить копіювання спадкової інформації — молекул нуклеїнових кислот («кожна молекула з молекули»). Положення про генетичну безперервність відноситься не тільки до клітини в цілому, але й до деяких з її дрібніших компонентів — до мітохондрій, хлоропластів, генів і хромосом.
3. Багатоклітинні організми представляють собою нову систему, складний ансамбль з безлічі клітин, об'єднаних та інтегрованих в системи тканин і органів, пов'язаних один з одним за допомогою хімічних, гуморальних і нервових факторів.
4. Клітини багатоклітинних тотипотентні, тобто всі клітини мають однаковий генетичний матеріал, але відрізняються одна від одної експресією різних генів, що призводить до їх морфологічної та функціональної різноманітності — до диференціації.

## Історія

### XVII століття

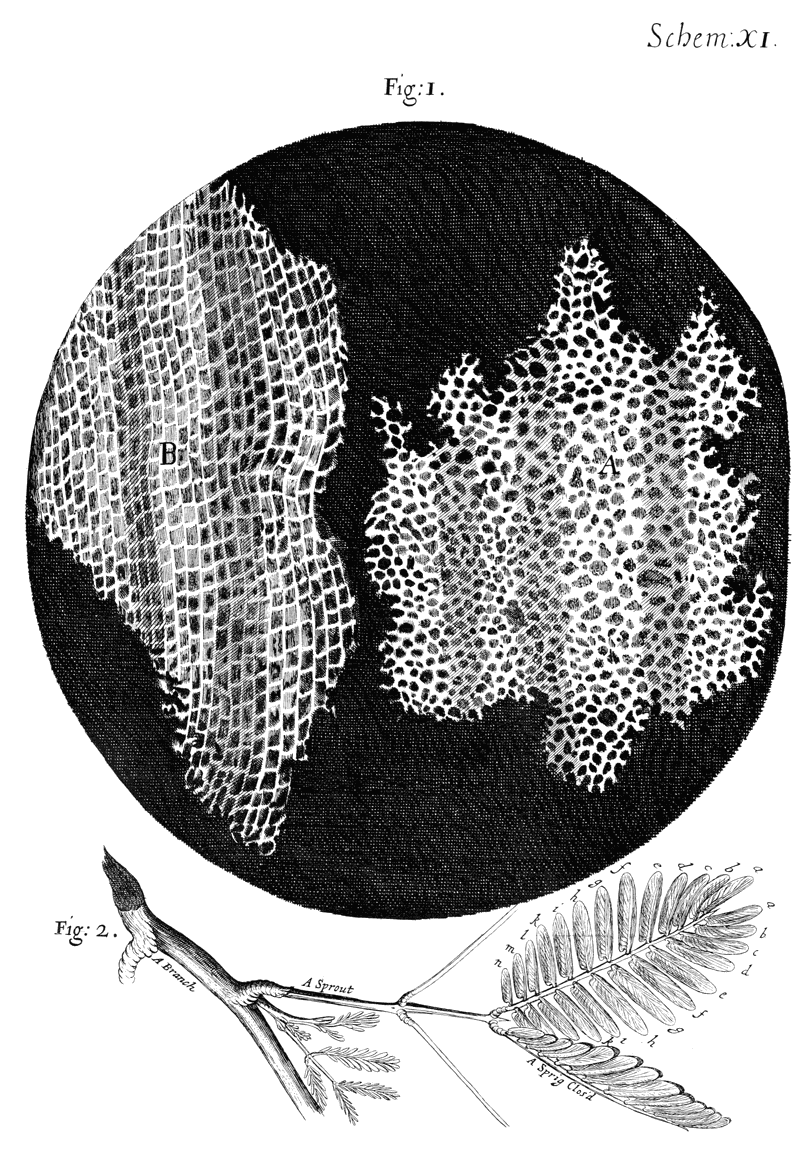
Малюнок мікроскопічної структури корку Роберта Гука з його праці «Мікрографії»

1665 — англійський фізик Роберт Гук у роботі «Мікрографії» описує будову корку, на тонких зрізах якого він знайшов правильно розташовані порожнечі. Ці порожнечі Гук назвав «комірками, або клітинами». Наявність такої було відомо йому і в деяких інших частинах рослин.
1670-ті роки — італійський медик і натураліст М. Мальпігі і англійський натураліст Н. Грю описали в різних органах рослин «мішечки, або бульбашки» і показали широке поширення у рослин клітинної будови. Клітини зображав на своїх малюнках голландський мікроскопіст А. Левенгук. Він же першим відкрив світ одноклітинних організмів — описав бактерій і найпростіших (інфузорій).
Дослідники XVII століття, що показали поширеність «клітинної будови» рослин, не оцінили значення відкриття клітини. Вони уявляли клітини як пустоти в безперервній масі рослинних тканин. Грю розглядав стінки клітин як волокна, тому він ввів термін «тканина», за аналогією з текстильною тканиною. Дослідження мікроскопічної будови органів тварин мали випадковий характер і не дали будь-яких знань про їх клітинну будову.

### XVIII століття
У XVIII столітті відбуваються перші спроби зіставлення мікроструктури клітин рослин і тварин. К. Ф. Вольф в роботі «Теорії зародження» (1759) намагається порівняти розвиток мікроскопічної будови рослин і тварин. За Вольфом, зародок як у рослин, так і у тварин розвивається з безструктурної речовини, в якому рухи створюють канали (судини) і порожнечі (клітини). Фактичні дані, наведені Вольфом, були їм помилково витлумачені і не додали нових знань до того, що було відомо мікроскопістам XVII століття. Однак його теоретичні уявлення значною мірою передбачили ідеї майбутньої клітинної теорії.

### XIX століття
У першій чверті XIX століття відбувається значне поглиблення уявлень про клітинну будову рослин, що пов'язано з істотними поліпшеннями в конструкції мікроскопа (зокрема, створенням ахроматичних лінз).
Лінк і Молднхоуер встановлюють наявність у рослинних клітин самостійних стінок. З'ясовується, що клітина є певною морфологічно відособленою структурою. У 1831 році Моль доводить, що навіть такі, здавалося б, неклітинних структури рослин, як водоносні трубки, розвиваються з клітин.
Меєн в «Фітотоміі» (1830) описує рослинні клітини, які "бувають або поодинокими, так що кожна клітина являє собою особливий індивід, як це зустрічається у водоростей і грибів, або ж, утворюючи більш високо організовані рослини, вони з'єднуються в більш і менш значні маси ". Меєн підкреслює самостійність обміну речовин кожної клітини.
У 1831 році Роберт Броун описує ядро і висловлює припущення, що воно є постійною складовою частиною рослинної клітини.

#### Школа Пуркіньє
У 1801 році Вігіа увів поняття про тканини тварин, проте він виділяв тканини на підставі анатомічного препарування та не застосовував мікроскопа. Розвиток уявлень про мікроскопічну будову тканин тварин пов'язаний перш за все з дослідженнями Пуркіньє, що заснував в Бреславлі свою школу.
Пуркіньє та його учні (особливо слід виділити Г. Валентина) описали в першому і самому загальному вигляді мікроскопічну будову тканин і органів ссавців (у тому числі і людини). Пуркіньє та Валентин порівнювали окремі клітини рослин з мікроскопічними тканинними структурами тварин, які Пуркіньє найчастіше називав «зернятками» (для деяких тваринних структур в його школі застосовувався термін «клітина»).
У 1837 р. Пуркіньє виступив в Празі з серією доповідей. У них він повідомив про свої спостереження над будовою шлункових залоз, нервової системи і т. д. У таблиці, яка додається до його доповіді, були наведені чіткі зображення деяких клітин тканин тварин. Тим не менше встановити гомологи клітин рослин та клітин тварин Пуркіньє не зміг:
- По-перше, під зернятками він розумів то клітини, то клітинні ядра;
- По-друге, термін «клітина» тоді розумівся буквально як «простір, обмежений стінками».

Зіставлення клітин рослин і «зерняток» тварин Пуркіньє вів у плані аналогії, а не гомології цих структур (розуміючи терміни «аналогія» і «гомологія» у сучасному розумінні).

#### Школа Мюллера й робота Шванна
Другою школою, де вивчали мікроскопічну будову тваринних тканин, була лабораторія Йоганнеса Мюллера в Берліні. Мюллер вивчав мікроскопічну будову спинної струни (хорди); його учень Фрідріх Генле опублікував дослідження про кишковий епітелій, в якому дав опис різних його видів і їх клітинної будови.

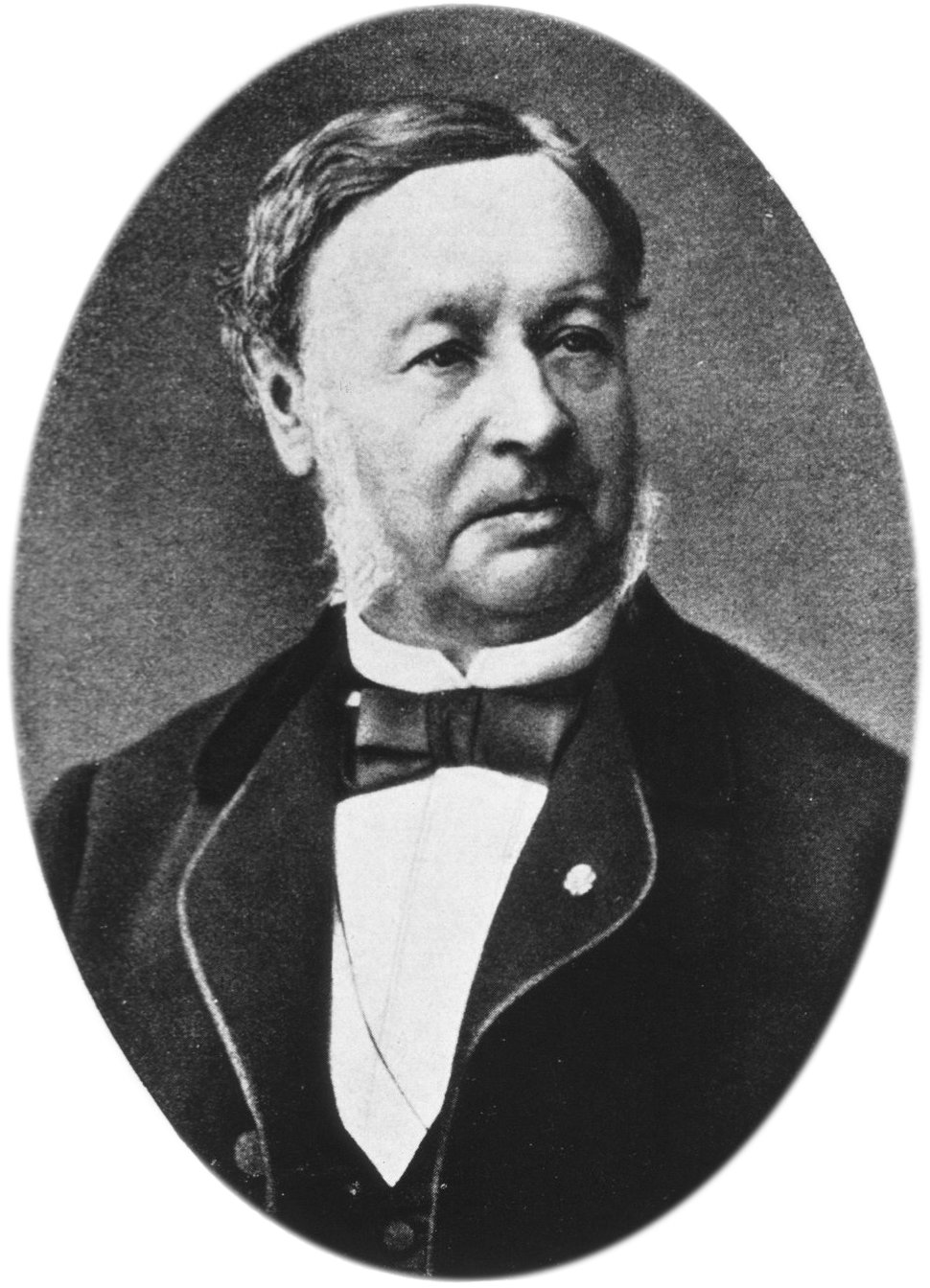
Теодор Шванн сформулював принципи клітинної теорії.

Тут були виконані класичні дослідження Теодора Шванна, які заклали основу клітинної теорії. На роботу Шванна значно вплинула школа Пуркіньє і Генле. Шванн знайшов правильний принцип порівняння клітин рослин і елементарних мікроскопічних структур тварин. Він зміг встановити гомологи і довести відповідність в будові і рості елементарних мікроскопічних структур рослин і тварин.
На значення ядра в клітині Шванна наштовхнули дослідження Матіаса Шлейдена, у якого в 1838 році вийшла робота «Матеріали з фітогенезу». Тому Шлейдена часто називають співавтором клітинної теорії. Основна ідея клітинної теорії — відповідність клітин рослин і елементарних структур тварин — була чужою Шлейдену. Він сформулював теорію новоутворення клітин з безструктурної речовини, згідно з якою спочатку з найдрібнішої зернистості конденсується ядерце, навколо нього утворюється ядро, яке є утворювачем клітини (цитобластом). Однак ця теорія спиралася на невірні факти.
У 1838 році Шванн публікує 3 попередніх повідомлення, а в 1839 році з'являється його класичний твір «Мікроскопічні дослідження про відповідність в структурі і зростанні тварин і рослин», в самому заголовку якого висловлена основна думка клітинної теорії:
- У першій частині книги він розглядає будову хорди і хряща, показуючи, що їхні елементарні структури — клітини розвиваються однаково. Далі він доводить, що мікроскопічні структури інших тканин і органів тварини організму — це теж клітини, цілком порівнянні з клітинами хряща і хорди.
- У другій частині книги порівнюються клітини рослин і клітини тварин і показується їх відповідність.
- У третій частині розвиваються теоретичні положення і формулюються принципи клітинної теорії. Саме дослідження Шванна оформили клітинну теорію і довели (на рівні знань того часу) єдність елементарної структури тварин і рослин. Головною помилкою Шванна було висловлена ним, слідом за Шлейденом, думка про можливість виникнення клітин з безструктурної неклітинної речовини.

### Розвиток клітинної теорії в другій половині XIX століття
З 1840-х років вчення про клітину опиняється в центрі уваги всієї біології і бурхливо розвивається, перетворившись на самостійну галузь науки — цитологію.
Для подальшого розвитку клітинної теорії істотне значення мало її поширення на найпростіших, які були визнані вільно живучими клітинами (Сібольд, 1848).
У цей час змінюється уявлення про склад клітини. З'ясовується другорядне значення клітинної оболонки, яка раніше визнавалася найістотнішою частиною клітини, і висувається на перший план значення протоплазми (цитоплазми) і ядра клітин (Моль, Кон, Л. С. Ценковський, Лейдіг, Цезар), що знайшло своє вираження у визначенні клітини, даному М. Шульце в 1861 р.:
|  | Клітина - це грудочка протоплазми з ядром. |

У 1861 році Брюкко висуває теорію про складну будову клітини, яку він визначає як «елементарний організм», з'ясовує далі розвинену Шлейденом і Шванном теорію клітиноутворення з безструктурної речовини (цитобластеми). Виявлено, що способом утворення нових клітин є клітинний поділ, що вперше було вивчено на нитчастих водоростях. У спростування теорії цитобластеми на ботанічному матеріалі велику роль відіграли дослідження Негелі і М. І. Желе.
Поділ тканинних клітин у тварин було відкрито в 1841 р. Ремарком. З'ясувалося, що дроблення бластомерів є серією послідовних поділів (Біштюф, Н. А. Келлікер). Ідея про загальне поширення клітинного ділення як способу утворення нових клітин закріплюється Р. Вірховим у вигляді афоризму:

«Omnis cellula ex cellula». 

Кожна клітина з клітини.

У розвитку клітинної теорії в XIX столітті гостро постають суперечності, що відображають двоїстий характер вчення про клітину, що розвивалося в рамках механістичного уявлення про природу. Вже у Шванна зустрічається спроба розглядати організм як суму клітин. Ця тенденція отримує особливий розвиток в «Целлюлярной патології» Вірхова (1858).
Роботи Вірхова надали неоднозначний вплив на розвиток вчення про клітину:
- Клітинна теорія поширювалася ним на область патології, що сприяло визнанню універсальності вчення про клітину. Праці Вірхова закріпили відмову від теорії цитобластеми Шлейдена і Шванна, привернули увагу до протоплазми і ядра, визнаними найістотнішими частинами клітини.
- Вірхов направив розвиток клітинної теорії шляхом чисто механістичного трактування організму.
- Вірхов зводив клітини в ступінь самостійних істот, внаслідок чого організм розглядався не як ціле, а просто як сума клітин.

### XX століття
Клітинна теорія з другої половини XIX століття набувала все більш метафізичний характер, посилений «Целлюлярною фізіологією» Ферворна, що розглядав будь-який фізіологічний процес, що протікає в організмі, як просту суму фізіологічних проявів окремих клітин. На завершення цієї лінії розвитку клітинної теорії з'явилася Механістична теорія «клітинної держави», прихильником якої виступав у тому числі і Геккель. Згідно з даною теорією організм порівнюється з державою, а його клітини — з громадянами. Подібна теорія суперечила принципом цілісності організму.
Механістичний напрям у розвитку клітинної теорії гостро критикували. У 1860 році з критикою уявлень Вірхова про клітину виступив І. М. Сєченов. Пізніше клітинна теорія зазнавала критичних оцінок з боку інших авторів. Найбільш серйозні й принципові заперечення були зроблені Гертвігом, А. Г. Гурвич (1904), М. Гейденгайном (1907), Добеллом (1911). З великою критикою вчення про клітину виступив чеський гістолог Студнічка (1929, 1934).
У 1950-і радянський біолог О. Б. Лепешинська, ґрунтуючись на даних своїх досліджень, висунула «нову клітинну теорію» на противагу «вірховіанству». В її основу було покладено уявлення, що в онтогенезі клітини можуть розвиватися з якоїсь неклітинної живої речовини. Критична перевірка фактів, покладених О. Б. Лепешинської і її прихильниками в основу висунутої нею теорії, не підтвердила даних про розвиток клітинних ядер з без'ядерної «живої речовини».

### Сучасна клітинна теорія
Сучасна клітинна теорія виходить з того, що клітина є найголовнішою формою існування життя, властива всім живим організмам, крім вірусів. Удосконалення клітинної структури було головним напрямком еволюційного розвитку як у рослин, так і у тварин, і клітинна будова міцно втрималася у більшості сучасних організмів.
Разом з тим варто переоцінити догматичні та методологічно неправильні положення клітинної теорії:
- Клітинна структура є головною, але не єдиною формою існування життя. Неклітинною формою життя можна вважати віруси. Правда, ознаки живого (обмін речовин, здатність до розмноження тощо) вони виявляють тільки всередині клітин, поза клітинами вірус є складною хімічною речовиною.
- З'ясувалося, що існує два типи клітин — прокаріотичні (клітини бактерій і архей), що не мають відмежованого мембранами ядра, і еукаріотичні (клітини рослин, тварин, грибів і найпростіших), що мають ядро, оточене подвійною мембраною з ядерними порами. Між клітинами прокаріотів та еукаріотів існує й багато інших відмінностей. У більшості прокаріотів немає внутрішніх мембранних органоїдів (органел), а у більшості еукаріотів є мітохондрії та хлоропласти. Згідно з ендосимбіотичною теорією, ці напівавтономні органели — нащадки бактеріальних клітин. Таким чином, еукаріотична клітина — система більш високого рівня організації, вона не може вважатися цілком гомологічною клітині бактерій (клітина бактерій гомологічна мітохондрії клітини людини). Гомологія всіх клітин, таким чином, зводиться до наявності у них замкнутої зовнішньої мембрани з подвійного шару фосфоліпідів (у архей вона має інший хімічний склад, ніж у решти груп організмів), рибосом і хромосом — спадкового матеріалу у вигляді молекул ДНК, що утворять комплекс з білками. Це, звісно, не скасовує спільного походження всіх клітин (див. останній універсальний спільний предок), що підтверджується спільністю їх хімічного складу.
- Клітинна теорія розглядала організм як суму клітин, а риси організму розчиняла в сумі рис складових його клітин. Цим ігнорувалася цілісність організму, закономірності функціонування цілого замінялися сумою функціонувань частин.
- Догматична клітинна теорія ігнорувала специфічність неклітинних структур в організмі або навіть визнавала їх, як це робив Вірхов, неживими. Насправді, в організмі крім клітин є багатоядерні надклітинні структури (синцитії, симпласти). Встановити специфічність їх функціонування і значення для організму є одним із завдань сучасної цитології.

Цілісність організму є результат природних взаємозв'язків. Клітини багатоклітинного організму не є індивідуумами, здатними існувати самостійно (так звані культури клітин поза організмом являють собою штучно створювані біологічні системи). До самостійного існування здатні, як правило, лише ті клітини багатоклітинних організмів, які дають початок новим особинам (гамети, зиготи, або спори) і можуть розглядатися як окремі організми.
Очищена від механіцизму і доповнена новими даними клітинна теорія залишається одним з найважливіших біологічних узагальнень.